# Blue Dragon Film Awards
O Blue Dragon Film Awards (Hangul: 청룡 영화상; hanja:靑龍映畵賞, rr:Cheongryong Yeonghwasang) é uma premiação anual realizada pela Sports Chosun (uma marca irmã do jornal The Chosun Ilbo) sendo entregue em reconhecimento à excelência de profissionais da indústria cinematográfica da Coreia do Sul. O Blue Dragon Film Awards juntamente com o Grand Bell Awards, são as duas premiações sobre filmes mais populares do país.
Para o seu processo de seleção, cerca de quarenta filmes são escolhidos e exibidos gratuitamente para o público. O Blue Dragon Film Awards considera apenas filmes populares e blockbusters de alto valor artístico lançados no ano anterior da premiação. Após a análise de cada seleção, a premiação é aberta.

## História
A cerimônia foi criada em 1963 pelo jornal The Chosun Ilbo, após onze edições a mesma foi descontinuado em 1973. Mais tarde em 1990, o jornal Sports Chosun de propriedade do The Chosun Ilbo, passou a realizar a premiação desde então.

## Categorias
- Melhor Filme
- Melhor Diretor
- Melhor Ator Principal
- Melhor Atriz Principal
- Melhor Ator Coadjuvante
- Melhor Atriz Coadjuvante
- Melhor Diretor Revelação
- Melhor Ator Revelação
- Melhor Atriz Revelação
- Melhor Roteiro
- Melhor Cinematografia e Iluminação
- Melhor Direção de Arte
- Melhor Música
- Melhor Edição
- Prêmio Técnico (é dado à realização em efeitos visuais, figurino ou coreografia de ação/acrobacia)
- Melhor Curta-metragem
- Prêmio de Estrela Popular
- Prêmio Escolha da Audiência para Filme mais Popular (é dado ao filme com maior número de espectadores no ano anterior a premiação)

## Vencedores
- 2006 - Gwoemul
- 2005 - Chinjeolhan geumjassi
- 2004 - Silmido
- 2003 - Bom yeoreum gaeul gyeoul geurigo bom
- 2002 - Chihwaseon
- 2001 - Bomnaleun ganda
- 2000 - Gongdong gyeongbi guyeok JSA
- 1999 - Injeong sajeong bol geot eobtda
- 1998 - Palwolui Christmas
- 1997 - Chorok mulkogi
- 1996 - Chukje
- 1995 - Jeon tae-il
- 1994 - Taebek sanmaek
- 1993 - Seopyeonje
- 1992 - Urideului ilgeuleojin yeongung
- 1990 - Keduldo urichurum
- 1973 - Samil cheonha
- 1972 - Seokhwachon
- 1971 - Okhabeul ggaedeuril dae
- 1969 - Dokjitneun neulgeuni
- 1968 - Cainui huye
- 1967 - Sanbul
- 1966 - Shijang
- 1965 - Jeo haneuledo seulpeumi
- 1964 - Ingyeo ingan
- 1963 - Hyeolmaek